# Чевельча (річка)
Чевельча́ — річка в Україні, в межах Оржицького району Полтавської області. Права притока Оржиці (басейн Дніпра).

## Опис
Довжина річки 28 км. Долина неглибока. Річище звивисте, часто пересихає. Споруджено кілька ставків. 

## Розташування
Чевельча бере початока на північний захід від села Сазонівки. Тече спершу на південний схід, потім — на північний схід, у пригирловій частина — на схід. Впадає до Оржиці на схід від села Денисівки. 
Основна притока: Шаблівська (ліва). 
Протікає через села: Сазонівка, Чевельча, Чмихалове і Денисівка.